# Renova oscari
Renova oscari är en fiskart som beskrevs av Thomerson och Taphorn, 1995. Renova oscari ingår i det monotypiska släktet Renova, och är således den enda arten i släktet. Inga underarter finns listade.
Utbredning är i Orinocofloden i Venezuela.